# Quercus lanata
Quercus lanata är en bokväxtart som beskrevs av James Edward Smith. Quercus lanata ingår i släktet ekar, och familjen bokväxter.

## Underarter
Arten delas in i följande underarter:
- Q. l. lanata
- Q. l. leiocarpa